# Río Achipsé
El río Achipsé (del ruso: Ачипсе́) o río Puziko (Пузико) es un corto río del Cáucaso Occidental que desemboca en la orilla derecha occidental del río Mzymta. Discurre por el territorio administrativo del distrito de Ádler de la unidad municipal de la ciudad-balneario de Sochi del krai de Krasnodar, en el sur de Rusia.

## Curso
Nace en las vertientes septentrionales del monte Achishjó, discurriendo en su inicio hacia el nordeste y traza una curva hacia el sureste hasta su desembocadura en el río Mzymta en Estosadok, tras recibir en su orilla izquierda a su principal afluente, el río Laura. En su curso alto hay varias cascadas. Su nombre deriva probablemente del etnónimo ajchipsou, perteneciente a una tribu abjasio-abasia.
En su desembocadura se halla el centro turístico y estación de esquí Gazprom y las ruinas de una fortaleza medieval.